# Глиндон (Минесота)
Глиндон (енгл. Glyndon) град је у америчкој савезној држави Минесота.

## Демографија
По попису из 2010. године број становника је 1.394, што је 345 (32,9%) становника више него 2000. године.
| Група             | 2000.       | 2010.         |
| Белци             | 960 (91,5%) | 1.234 (88,5%) |
| Афроамериканци    | 1 (0,1%)    | 17 (1,2%)     |
| Азијати           | 1 (0,1%)    | 0 (0,0%)      |
| Хиспаноамериканци | 79 (7,5%)   | 84 (6,0%)     |
| Укупно            | 1.049       | 1.394         |